# Championnat d'Asie centrale féminin de football
Le Championnat d'Asie centrale féminin de football est une compétition de football féminin opposant les équipes des pays situés en Asie centrale. Elle est organisée par la Fédération de football d'Asie centrale (CAFA).

## Histoire
La première édition du Championnat d'Asie centrale féminin de football a lieu en 2018 en Ouzbékistan, et se conclut sur la victoire du pays hôte.
La deuxième édition a lieu en 2022 au Tadjikistan, et se conclut sur la victoire de l'Ouzbékistan. L'Iran termine deuxième devant le Kirghizistan.

## Palmarès

### Palmarès par édition
| Numéro | Édition | Pays hôte   | Vainqueur       | Finaliste | Troisième place | Quatrième place |
| ------ | ------- | ----------- | --------------- | --------- | --------------- | --------------- |
| 1      | 2018    | Ouzbékistan | Ouzbékistan     | Iran      | Tadjikistan     | Kirghizistan    |
| 2      | 2022    | Tadjikistan | Ouzbékistan (2) | Iran      | Kirghizistan    | Turkménistan    |

### Palmarès par équipe
| Rang | Équipe       | Victoires      | Deuxièmes places | Troisièmes places | Quatrièmes places |
| ---- | ------------ | -------------- | ---------------- | ----------------- | ----------------- |
| 1    | Ouzbékistan  | 2 (2018, 2022) | 0                | 0                 | 0                 |
| 2    | Iran         | 0              | 2 (2018, 2022)   | 0                 | 0                 |
| 3    | Kirghizistan | 0              | 0                | 1 (2022)          | 1 (2018)          |
| 4    | Tadjikistan  | 0              | 0                | 1 (2018)          | 0                 |
| 5    | Turkménistan | 0              | 0                | 0                 | 1 (2022)          |